# Franz Haniel & Cie.
Die Franz Haniel & Cie. ist ein Mischkonzern mit Hauptsitz in Duisburg-Ruhrort. Der Konzern befindet sich vollständig im Besitz von Mitgliedern der Familie Haniel.

## Geschichte

### Ursprünge & Gründung

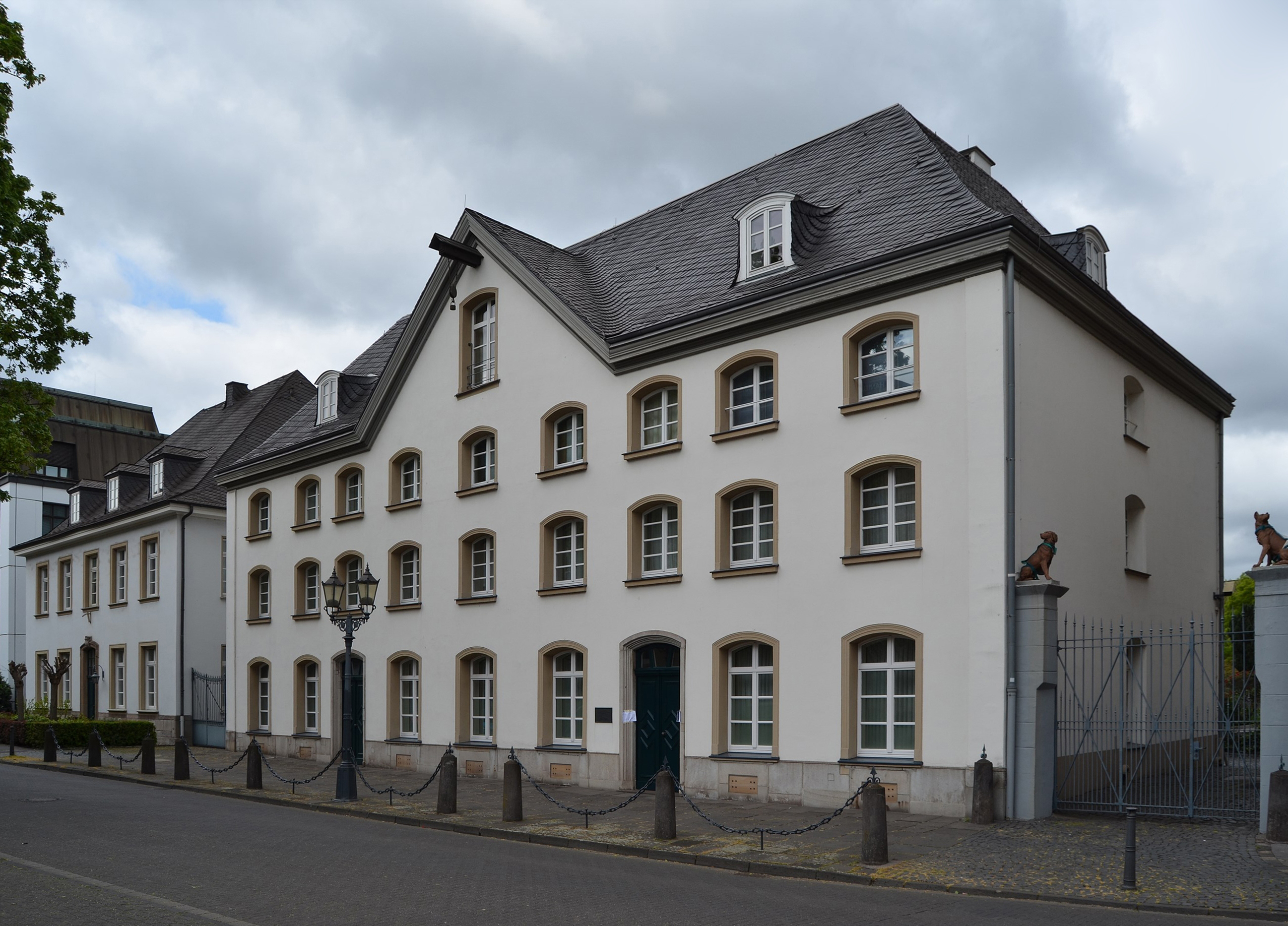
Erstes Wohn- und Geschäftshaus der Firma Haniel in Ruhrort, errichtet 1756. Hier lebte Franz Haniel von 1779 bis 1868

Der Vorläufer des Unternehmens wurde im Ruhrorter Packhaus gegründet, das von Franz Haniels Großvater Jan Willem Noot erbaut worden war. Als Gründungsjahr wird deswegen das Jahr 1756 verwendet, in dem Friedrich der Große den Erbpachtvertrag für das Grundstück unterzeichnete.
Jan Willem Noot betrieb im Packhaus ein Lagerhaltungsgeschäft für Kolonialwaren, das erst von Jacob (bis 1782) und dann von dessen Gattin Aletta Haniel, geborene Noot, (bis 1797) als Speditionshandel weitergeführt wurde.

### Expansion in die metallverarbeitende Industrie
Im Jahr 1802 wurden deren Söhne Franz und Gerhard zu Teilhabern des Unternehmens, dessen Anteile 1809 unter den Brüdern aufgeteilt wurden. Von nun an betrieben die beiden Brüder zwei separate Handelsfirmen. Die eigene Kohlenhandlung und Reederei von Franz Haniel bestand wahrscheinlich aber bereits um 1802. Ein Großteil seines Geschäftsinteresses galt von da an der Kohle.
Ein anderes Interesse wurde 1803 geweckt: Franz Haniel erkannte, dass sich der Besitz der beiden Eisenhütten „St. Antony“ in Oberhausen-Osterfeld und „Neu-Essen“ im Reichsstift Essen, mit denen die Haniels schon seit zehn Jahren Geschäfte machten, lohnen müsste. Der Kauf zusammen mit seinem Bruder Gerhard und seinem Schwager Gottlob Jacobi kam 1805 zustande. Heinrich Arnold Huyssen vermittelte 1808 den Ankauf der dritten Hütte, „Gutehoffnung“ in Oberhausen-Sterkrade, von Helene Amalie Krupp. Noch im selben Jahr wurden die drei Hütten zur Hüttengewerkschaft und Handlung Jacobi, Haniel & Huyssen (JHH), Vorgängerin der „Gutehoffnungshütte“ AG (GHH), zusammengeschlossen. Mit dem Bau von Dampfmaschinen und -schiffen, Lokomotiven, Schienen und Brücken leistete die JHH einen wichtigen Beitrag zur Industrialisierung des Ruhrgebiets. Damit war das erste deutsche Montanunternehmen entstanden.

### Schiffs- und Maschinenbau
1809 wurde das mütterliche Erbe zwischen den beiden Brüdern aufgeteilt. Die in Ruhrort ansässige Kohlenhandlung und die Spedition gingen an Franz und wurden fortan unter dessen Namen geführt. Ausgerechnet bei Ruhrort erlitt das Dampfschiff Caledonia des Sohns des Erfinders der Dampfmaschine, James Watt jr., einen Maschinenschaden. Das dabei beschädigte Pleuel wurde daraufhin bei der JHH wieder repariert und weckte Franz Haniels Faszination für Dampfmaschinen. Er bemühte sich in England bei Watt um einen persönlichen Einblick in dessen Werk, was dieser jedoch ablehnte. Dennoch baute die JHH 1819 eine erste größere Dampfmaschine mit einer Leistung von 12 Pferdestärken, und 1829 wurde das erste in eigener Werft Jacobi, Haniel & Huyssen produzierte Passagierdampfboot in Betrieb genommen. Für den Bau der ersten Dampfschiffe wurden von Haniel überwiegend holländische und englische Werftarbeiter nach Ruhrort geholt.
1830 lief das erste deutsche Dampfschiff auf dem Rhein, die „Stadt Mainz“, in Ruhrort vom Stapel. 1838 kam die komplett aus Eisen gefertigte „Graf von Paris“, 1845 der Schlepper „Die Ruhr“ hinzu. Mit von der Partie beim Dampfschiffbau war ein englischer Konstrukteur namens Nicholas Harvey, den Franz Haniel durch die Vermittlung einer Ehe mit seiner Nichte Maria Kunigunde Clementine Jacobi an das Unternehmen band. Die Lütticher Industriellenfamilie Cockerill beabsichtigte ebenfalls den Bau von Dampfschiffen auf dem Rhein. Durch die Hochzeit seines Sohnes mit der Tochter der Familie Cockerill im Jahre 1839 blieb die unliebsame Konkurrenz in Dampfschiffen am Rhein aus.
Bereits 1821 hatte Haniel in Ruhrort einen ersten mit Koks befeuerten Hochofen errichtet. „Jacobi, Haniel & Huyssen“ erbaute 1830 zudem ein Blechwalzwerk, dann 1835 ein weiteres Walzwerk und produzierte 1840 die erste Lokomotive, die „Ruhr“. Seit 1838 wurden diverse Erzgruben betrieben. Ein Walzwerk zur Produktion von Eisenbahnschienen wurde 1841 gegründet, aber 1842 wieder aufgegeben.
Ebenfalls bereits ab 1820 engagierte sich Haniel für den Ausbau des Ruhrorter Hafens, zunächst zum Zwecke des Aufbaus der eigenen Werft, ab 1830 dann auch für die Planung der Ruhrorter Infrastruktur: Die Strecke der Köln-Mindener Eisenbahn-Gesellschaft wurde 1847 fertiggestellt. Die Anbindung Ruhrorts an diese wichtige Bahnstrecke lässt sich dabei nachweislich auf das Engagement Franz Haniels zurückführen.

### Durchbruch im Tiefbergbau
Haniel hatte 1833 bereits mit Tiefenbohrungen begonnen, um in Essen-Schönebeck im Jahr 1834 als Erster eine senkrechte Schachtanlage durch die als undurchdringlich geltende Mergelschicht abzuteufen und Fettkohle zu fördern. Fettkohle kann zu Koks gebacken und dann in Hochöfen eingesetzt werden. Mit Dampfmaschinen ließ er das eindringende Grundwasser abpumpen. 100.000 Taler kostete Haniel dieser Schacht, von dem ihm alle Übrigen samt dem zuständigen Bergamt abgeraten hatten. Mit der Durchdringung der Mergelschicht wurde 1834 eine Pionierleistung erreicht, die daraufhin schnell ihre Nachahmer fand. 1847 eröffnete er die Zeche Zollverein in Essen, die 1851 die Kohleförderung aufnehmen konnte.
Haniel hatte sein Ziel einer eigenen Kohleversorgung seiner Hüttenwerke mit Kokskohle erreicht, und die Gleisanlagen der Köln-Mindener Eisenbahn-Gesellschaft lagen so günstig, dass die Kohle von der Zeche preiswert nach Ruhrort transportiert und dort im Hafen auf eigene Schiffe zum Weitertransport verladen werden konnte. Somit hatte Franz Haniel die Grundlagen für eine vertikale Integration seines Konzerns geschaffen.
1854 beteiligte sich Haniel maßgeblich am Bau einer Fährverbindung über den Rhein, dem Ruhrort-Homberger-Eisenbahntrajekt, bei dem wegen der noch fehlenden Rheinbrücken die Kohlewaggons über einen dampfgetriebenen Aufzug auf Fährschiffe verladen und nach Westen übergesetzt wurden. Die Fähren wurden selbstverständlich bei Haniel auf der eigenen Werft gebaut. Noch heute existiert in Duisburg-Homberg ein Hebeturm des Trajekts als Denkmal. Das Trajekt war für Haniel Anlass, sich als Erster mit einem linksrheinischen Zechenprojekt zu beschäftigen: Er gründete die Zeche Rheinpreußen, die bis 1990 Kohle förderte.

### Vertreter des paternalistischen Kapitalismus
Als typischer Vertreter eines sozial verpflichteten, paternalistischen Kapitalismus, den man später als den „rheinischen“ bezeichnete, kümmerte sich Franz Haniel immer auch um das Wohlergehen der Beschäftigten. Bereits 1832 gründete Haniel mit seinen Compagnions eine Unterstützungs-Casse der hiesigen Arbeiter, die diese im Falle von Krankheit oder Unfall absichern sollte. Bis 1837 wurde der Schutz dieser Kasse auf alle Beschäftigten der Ruhrorter Werft ausgeweitet. 1847 eröffnete Franz Haniel für die Mitarbeiter seines Unternehmens eine weitere Unterstützungskasse. Die JHH errichtete auch Wohnhäuser in der Nähe ihrer Zechen für die Stammbelegschaft. So entstand 1844 die Siedlung Eisenheim in Oberhausen-Osterfeld, die den Bergarbeiterfamilien neben ausreichend Wohnfläche auch Raum für die Ziege („die Kuh des Bergmanns“) hinter dem Haus ließ, aus der später die Taubenzüchterparadiese hervorgingen. Die Siedlung steht heute unter Denkmalschutz. Mit fast 3.600 Arbeitern war die JHH 1858 der größte Arbeitgeber im Ruhrgebiet.

### Haniel unter Hugo Haniel
Nach Haniels Tod im Jahre 1868 übernahm sein Sohn Hugo Haniel die Geschäftsleitung und führte die Geschäfte der neu gegründeten Firma Franz Haniel & Cie. oHG. Aus der Gutehoffnungshütte in Oberhausen-Sterkrade, einem Unternehmen mit 18.000 Mitarbeitern, wurde nach dem Tod des letzten Mitbegründers, Heinrich Huyssen, 1873 eine Aktiengesellschaft mit dem Namen Gutehoffnungshütte, Actienverein für Bergbau und Hüttenbetrieb. Die Aktien befinden sich im Besitz der Nachkommen der vier Gründer.

### Paul Reusch als Leiter der GHH
Erstmals übernahm 1905 mit dem schwäbischen Bergbautechniker Paul Reusch ein angestellter Manager, der nicht Familienmitglied war, die Leitung der GHH. Er erweiterte das Montanunternehmen um die stahlverarbeitende Industrie und den Maschinenbau. Ein damals neu abgeteufter Schacht in Oberhausen-Osterfeld erhielt seinen Namen: Paul-Reusch-Schacht. Während der Hyperinflation 1923 ergriff Reusch die Gelegenheit zum Kauf der MAN, womit die Belegschaft auf 52.000 Menschen wuchs. Neu in den Konzern integriert wurde ab 1923 auch die in Den Haag gegründete Ferrostaal. In der Weltwirtschaftskrise ab 1929 halbierte die GHH ihre Belegschaft. Die Machtübernahme durch die Nationalsozialisten begrüßte Reusch anfangs und drängte bei Hitler auf die Besetzung der für die Wirtschaft wichtigen Ministerien mit Fachleuten anstatt Parteigünstlingen. Der von Hitler forcierte Autobahnbau erhöhte den Bedarf an Brückenbauten, die Aufrüstung steigerte den Absatz von Dieselmotoren für Schiffe der Kriegs- und Handelsmarine erheblich. Während des Zweiten Weltkriegs beschäftigte die GHH zeitweise 4.000 Zwangsarbeiter. 1942 musste Reusch auf Druck des Regimes aus dem Vorstand ausscheiden.

### Die Gründung der Franz Haniel & Cie.
Die Vielzahl großer und kleiner Fertigprodukte erforderten bald eine Erweiterung der eigenen Logistik des Handelshauses. 1917 wurde neben der oHG, die noch bis 1929 existierte, die Franz Haniel & Cie. GmbH gegründet. Aus dem alten Packhaus wurde der zentrale Sitz. 1921 bündelten MAN und der Haniel-Konzern ihre Ölinteressen zu gleichen Anteilen in der Oelhag. Ein Teil der Anteile ging in den 1920er Jahren an die Atlantic Richfield Company, die restlichen Anteile während der Weltwirtschaftskrise vollständig an die Deutsch-Amerikanische Petroleum Gesellschaft (DAPG) und die Rhenania-Ossag.
Mit Johann Wilhelm Welker erhielt die GmbH einen ebenfalls familienfremden eigenen Generaldirektor, der diese Position bis 1944 innehatte. Seitdem galt für die Familie Haniel das Gesetz, dass Familienangehörige im Unternehmen keine Posten erhalten können. Unter Welkers Leitung wurde nach dem Ersten Weltkrieg die Reederei für den Kohlenhandel erheblich ausgebaut. Während der Zeit des Nationalsozialismus war Welker der einzige Vorsitzende einer Industrie- und Handelskammer, der nicht Mitglied in der NSDAP war. Dennoch nutzte auch er die Autarkie-Bestrebungen des Dritten Reichs: Direkt neben der Zeche Rheinpreußen entstand das Treibstoffwerk Rheinpreußen, in dem aus Steinkohle im Fischer-Tropsch-Verfahren synthetisches Benzin hergestellt werden konnte. Im Gegensatz zu anderen Unternehmen erfolgte der dafür nötige Anlagenbau allerdings ohne staatliche Subventionen. Das grün-weiße Tankstellennetz von Rheinpreußen warb mit dem Slogan: „Säulen deutscher Unabhängigkeit“.

### Entflechtung und Strukturwandel
Bei Kriegsende war der größte Teil der Haniel-Schiffe im Ruhrorter Hafen versenkt, die Reederei lag weitgehend brach, die Industrieanlagen waren zerbombt und GHH und MAN hatten ihr wichtiges Netz an Auslandsniederlassungen verloren. Dennoch stellte Haniel jeden heimkehrenden Frontsoldaten, der ehemaliger Haniel-Mitarbeiter war, sofort wieder ein.
Die Entflechtung bei Haniel führte dazu, dass bis 1960 aus der indirekten Beteiligung der Familie Haniel an der Franz Haniel & Cie. GmbH über die Zechen und GHH eine direkte Beteiligung wurde. Die GHH wurde im Kontext dieses Prozesses in vier Teile entflochten. Der Brückenbauspezialist GHH war schnell wieder gefragt, und so wurde bereits 1948 die unter Beteiligung der GHH wiedererrichtete Deutzer Brücke in Köln eingeweiht. Bei der Berliner Luftbrücke 1948/49 lieferte Haniel 30 Prozent der von Hand in Zentnersäcken verpackten Kohle. Das Geschäft entwickelte sich zu einer so guten Einnahmequelle, dass gelegentlich von einem neuen Geschäftszweig die Rede war. Auch der Speditions- und Umschlagbetrieb war beteiligt.

### Strukturwandel
Unter der Leitung von Klaus Haniel, Wolfgang Curtius und Thuisko von Metzsch unternahm Haniel frühzeitig einen erheblichen Strukturwandel: In den frühen 1960er Jahren verkaufte man die Zeche Rheinpreußen und das damit zusammenhängende Tankstellennetz. Den Erlös nutzte die Firma für den Einstieg und Ausbau neuer Geschäftsfelder wie den Pharmagroßhandel, den Transport und die Ablagerung von Industrieabfällen sowie den Einstieg in die Groß- und Einzelhandelskette Metro, an der sie bis heute Anteile hält. In den 1960er Jahren begann die Familie Haniel mit dem schrittweisen Verkauf ihrer Hüttenwerk-Oberhausen-Anteile an den Thyssen-Konzern. 1965 betrug der Umsatz der Franz Haniel & Cie. 1,1 Milliarden DM. In den 1980er Jahren wurden die letzten Anteile an der GHH abgegeben. Später folgte der Rückzug aus dem Brennstoffhandel, der Spedition und der Binnenschifffahrt.

### Von 2000 bis 2010
Der Beginn des 21. Jahrhunderts war für Haniel durch eine Reihe von Übernahmen und Verkäufen von Unternehmensbeteiligungen geprägt. Im Jahre 2000 zog sich Haniel durch die Veräußerung der Mehrheitsanteile der Reederei endgültig aus der Binnenschifffahrt zurück.
Im Januar 2006 übernahm der ehemalige Mercedes-Chef Eckhard Cordes den Posten des Vorstandsvorsitzenden und löste damit den nur acht Monate amtierenden Theo Siegert ab, der aus persönlichen Gründen aus dem Amt schied. Im gleichen Jahr folgte der Ausstieg Haniels aus der Schadensanierung mit dem Verkauf von Belfor und die Feier zum 250-jährigen Bestehen des Konzerns. Im August 2007 stockte Haniel unter Eckhard Cordes die Beteiligung an der Metro auf und wurde mit 34,2 % der Stimmrechte größter Anteilseigner.
Im Zuge der geplanten Ausrichtung zum internationalen Handels- und Dienstleistungskonzern verkaufte Haniel mit der Xella im Jahre 2008 den letzten produzierenden Geschäftsbereich an ein Private-Equity-Konsortium. Haniel war einer der Hauptsponsoren von RUHR.2010.

### Von 2010 bis 2019
Im Januar 2010 übernahm Jürgen Kluge das Amt des Vorstandsvorsitzenden, und Stefan Meister löste Fritz Oesterle ab. Stefan Meister wurde im September 2011 von Florian Funck, der seine Karriere in der Holding begann und zuletzt Finanzvorstand der Haniel-Tochter TAKKT in Stuttgart war, abgelöst. Auf Jürgen Kluge folgte am 1. August 2012 Stephan Gemkow, der zuletzt Finanzvorstand der Lufthansa AG war.
In der Folgezeit wurden die Beteiligungen an Celesio von 54,64 auf 50,01 Prozent, an Metro von 34,24 auf 30,01 Prozent und an TAKKT von 70,44 auf 50,01 Prozent reduziert.
Im Januar 2014 wurde Celesio durch den US-amerikanischen McKesson-Konzern übernommen.
Ende Oktober beendete Franz Haniel & Cie. den Poolvertrag bei der Metro AG mit der Familie Schmidt-Ruthenbeck.
2015 verringerte Haniel die Beteiligung an Metro auf 25 Prozent und erwarb die belgische Bekaert Textiles, den Weltmarktführer für Entwicklung und Produktion gewebter und gestrickter Matratzenbezugsstoffe.
2016 brachte Haniel seine Tochter CWS-boco in ein Joint Venture mit Rentokil Initial ein.
Die Metro Group wurde 2017 aufgeteilt in Ceconomy und Metro. Bis 2019 verkaufte Haniel ihre Metro-Anteile vollständig an EP Global Commerce.
2017 übernahm Haniel das Unternehmen für Fisch-Verarbeitungssysteme Optimar und die Verpackungsfirma Rovema, Fernwald, von Equita.

### Seit 2019
Im Jahr 2020 wurde eine Mehrheitsbeteiligung von 50,01 % an Emma Sleep erworben. und 2021 um BauWatch, den europäischen Marktführer für Baustellen-Sicherheitslösungen.
Im Mai 2021 wurde die ELG an den luxemburgischen Stahlhersteller Aperam verkauft. Außerdem erwarb Haniel eine Mehrheitsbeteiligung an der KMK Kinderzimmer, einem Anbieter für frühkindliche Bildungsangebote.

## Gesellschafter
Die Franz Haniel & Cie. GmbH befindet sich im Besitz von über 720 Mitgliedern der Familie Haniel.

### Geschäftsbereiche

BauWatch 100,00 %
BekaertDeslee 100,00 %
CWS Gruppe 100,00 %
Emma 50,01 %
KMK Kinderzimmer Mehrheitsbesitz
Rovema 100,00 %
TAKKT 59,45 %

### Finanzbeteiligungen

Ceconomy AG 22,71 %

Haniels Portfolio besteht aus acht Geschäftsbereichen und einer Finanzbeteiligung. Darüber hinaus wird in verschiedene Fonds und Start-Ups investiert, wie bspw. infarm oder 1KOMMA5°.
Zu den sieben Geschäftsbereichen gehören aktuell u. a.: Die 100-Prozent-Beteiligungen Bekaert Textiles (Spezialist für die Entwicklung und Herstellung von gewebten und gestrickten Stoffen für Matratzenbezüge), CWS International (Vermietung und Verkauf von Berufskleidung sowie Waschraumhygiene), die Mehrheitsbeteiligung (59,45 %) TAKKT (B2B-Versandhandel von Büro-, Betriebs- und Lagereinrichtungen) sowie Optimar (Fisch-Verarbeitungssysteme) und die Minderheitsbeteiligungen von 15,20 % an der Metro Wholesale & Food Specialist und 22,71 % an Ceconomy, hervorgegangen aus der Metro Group, einem der bedeutendsten internationalen Handelskonzerne.

## Corporate Governance bei Haniel
Seit der Gründung der Franz Haniel & Cie. im Jahr 1917 überlässt die Familie das operative Geschäft vollständig externen Managern. Eigentum und Unternehmensführung werden seit diesem Jahr durch ein ungeschriebenes familieninternes Gesetz voneinander getrennt.

Die Konzernorganisation von Haniel

Die Unternehmensstrategie wird langfristig von der Familie vorgegeben. Im Rahmen der jährlichen Gesellschafterversammlung wählen die anwesenden Familienmitglieder aus dem Kreis der Anwesenden alle fünf Jahre einen Beirat. Dieser besteht aus 30 Familienmitgliedern, von denen acht bis zehn wiederum den „Kleinen Kreis“ bilden. Acht Mitglieder des Kleinen Kreises entsendet die Gesellschafterversammlung als Anteilseignervertreter in den Aufsichtsrat, wo sie die Grundsätze der Geschäftspolitik mitbestimmen und die Unternehmensstrategie beeinflussen. Vorsitzender des Aufsichtsrats war von 2003 bis 2020 Franz Markus Haniel. 2020 übernahm Doreen Nowotne als erste familienfremde Vorsitzende das Amt von Franz Markus Haniel. Auf Doreen Nowotne folgte 2023 Maximilian Schwaiger.
Alle zwei Jahre veranstaltet die Holding ein Jugendtreffen, bei dem die Junggesellschafter einen der Geschäftsbereiche des Unternehmens kennenlernen (Altersgrenze 40 Jahre). Notwendige familieninterne Kommunikations- und Abstimmungsprozesse werden in jüngerer Zeit mit Hilfe des „Haniel Family Net“ unterstützt, einem geschlossenen elektronischen Netzwerk.
Zu den Prinzipien Haniels gehört, im langfristigen Mittel nie mehr als 25 Prozent des Nettogewinns nach Steuern aus dem Unternehmen zu entnehmen.
Zur Dokumentation der Geschichte des Konzerns und des Lebens Franz Haniels wurde das Haniel Museum im Geburtshaus Franz Haniels in Duisburg-Ruhrort eingerichtet.

## Haniel Stiftung
1988 gründete das Unternehmen die Haniel-Stiftung, die insbesondere Stipendien und Hochschul-Kooperationen mit wirtschaftswissenschaftlichem Schwerpunkt finanziert.

## Kunst und Kultur
Im Herbst 2018 stellte die Franz Haniel & Cie. GmbH in Kooperation mit dem Märktischen Museum Witten einen Teil ihrer Kunstsammlung aus. Das Thema war „Informel international“, die Ausstellung ging bis zum 16. September 2018.
Im Jahr 2010 war das Familienunternehmen Hauptsponsor der Kulturveranstaltung Ruhr 2010 (Kulturhauptstadt Essen und Ruhrgebiet).